# Wach auf!
Wach auf! (ted. Sveglia!) è il primo singolo tratto dal decimo album della band industrial metal tedesca OOMPH!.
La canzone fa parte della colonna sonora della versione tedesca di Aliens vs. Predator 2.

## Video
Il video è stato presentato per la prima volta il 14 dicembre 2007, il quale contiene degli stralci del film, uniti da pezzi in cui la band suona.

## Tracce[3]
1. Wach auf! - 3.20
2. Wach auf! (Transporterraum Remix)[4] - 4.49